# Голоморфно опукла оболонка
У математиці, зокрема у комплексному аналізі, голоморфно опуклою оболонкою даної компактної множини у n-вимірному комплексному просторі {\displaystyle \mathbb {C} ^{n}} є аналогом опуклої оболонки де замість лінійних функцій беруться голоморфні.

## Означення
Нехай  {\displaystyle G\subset \mathbb {C} ^{n}} — область (відкрита і зв'язана множина) або {\displaystyle n} вимірний комплексний многовид. Нехай  {\displaystyle {\mathcal {O}}(G)} позначає множину голоморфних функцій на {\displaystyle G.} Для підмножини  {\displaystyle K\subset G}, голоморфно опуклою оболонкою {\displaystyle K} є
{\displaystyle {\hat {K}}_{G}:=\left\{z\in G\left||f(z)|\leqslant \sup _{w\in K}|f(w)|{\mbox{ for all }}f\in {\mathcal {O}}(G)\right.\right\}.}
Якщо замість {\displaystyle {\mathcal {O}}(G)} взяти деяку довільну сім'ю функцій {\displaystyle F}, то подібним чином задана множина називається F-опуклою оболонкою. Зокрема для випадку лінійних функцій на {\displaystyle \mathbb {C} ^{n}} одержується стандартна опукла оболонка. Ще одним важливим прикладом є коли {\displaystyle F} є множиною поліноміальних функцій на G. Тоді ця оболонка називається поліноміально опуклою оболонкою. Поліноміально опукла оболонка містить голоморфно опуклу оболонку.
Область {\displaystyle G} називається голоморфно опуклою якщо для кожної компактної підмножини {\displaystyle K\subset G} голоморфно опукла оболонка {\displaystyle {\hat {K}}_{G}} у {\displaystyle \mathbb {C} ^{n}} теж є компактною підмножиною у {\displaystyle G}. Мотивацією для даного означення є випадок звичайних опуклих множин. У цьому випадку відкрита зв'язана підмножина {\displaystyle \mathbb {R} ^{n}} чи {\displaystyle \mathbb {C} ^{n}} є опуклою тоді і тільки тоді, коли замикання опуклої оболонки будь-якої її компактної підмножини теж є її компактною підмножиною.
Аналогічно вводиться поняття F-голоморфно опуклої області для деякої сім'ї функцій {\displaystyle F.}

## Приклади
- Кожна опукла область {\displaystyle G\subset \mathbb {C} ^{n}} є також голоморфно опуклою.

Якщо {\displaystyle K\subset G} і {\displaystyle z\in G\setminus {\bar {K}}_{G},} де {\displaystyle {\bar {K}}_{G}} — опукла оболонка {\displaystyle K} у {\displaystyle G,} то існує лінійна функція {\displaystyle l:\mathbb {C} ^{n}\to \mathbb {R} } (де {\displaystyle \mathbb {C} ^{n}} розглядається як дійсний простір розмірності {\displaystyle 2n}) для якої {\displaystyle l(z)>\sup _{w\in K}l(w)}
Якщо {\displaystyle z=(z_{1},\ldots ,z_{n})}, де {\displaystyle z_{k}=x_{k}+iy_{k}}, то за означенням {\textstyle l(z)=\sum _{k=1}^{n}a_{k}x_{k}+b_{k}y_{k}+c.} Окрім того оскільки важливим є лише порівняння значення цієї функції для різних точок, можна вважати, що {\displaystyle c=0}. Тоді якщо позначити {\displaystyle d_{k}=a_{k}-ib_{k},} то також {\textstyle l(z)=\Re \left(\sum _{k=1}^{n}d_{k}z_{k}\right)=\Re L(z),} де {\displaystyle L(z)} — відповідна комплексна лінійна функція. Навпаки кожна дійсна лінійна функція у такий спосіб одержується як дійсна частина комплексної лінійної функції.
Оскільки для будь-якого комплексного числа {\displaystyle A} згідно означення експоненти: {\displaystyle |e^{A}|=\Re A,} то звідси {\displaystyle l(z)=\left|e^{L(z)}\right|.} Отож {\displaystyle z\in G\setminus {\bar {K}}_{G},} якщо і тільки якщо {\displaystyle \left|e^{L(z)}\right|>\sup _{w\in K}\left|e^{L(z)}\right|} для деякої комплексної лінійної однорідної функції {\displaystyle L(z).}
Але функції {\displaystyle e^{L(z)}} є голоморфними на {\displaystyle G,} а тому також {\displaystyle z\not \in {\hat {K}}_{G}.} Тобто голоморфно опукла оболонка є підмножиною опуклої оболонки і тому якщо {\displaystyle {\bar {K}}_{G}} є компактною підмножиною {\displaystyle G,} то {\displaystyle {\hat {K}}_{G}} як замкнута підмножина компактної множини є компактною.
- Будь-яка область {\displaystyle G\subset \mathbb {C} } є голоморфно опуклою.

Нехай {\displaystyle K\subset G} — компактна підмножина. Вона є обмеженою і за властивостями голоморфно опуклої оболонки {\displaystyle {\hat {K}}_{G}} теж є обмеженою. Позначимо її замикання у {\displaystyle \mathbb {C} } як {\displaystyle K_{1}.} Тоді {\displaystyle K_{1}} є компактною множиною і потрібно довести, що {\displaystyle K_{1}\subset G.} Припустимо, що {\displaystyle z_{0}\in K_{1}\setminus G.} Тоді {\displaystyle z_{0}\in \partial K_{1}\cap \partial G} і функція {\displaystyle f(z)=1/(z-z_{0})} є голоморфною у {\displaystyle G.} Існує послідовність {\displaystyle z_{i}\in {\hat {K}}_{G},} що прямує до {\displaystyle z_{0}.} Із означення голоморфно опуклої оболонки {\displaystyle |f(z_{i})|\leqslant \sup _{w\in K}|f(w)|<\infty ,} оскільки {\displaystyle K} — компактна підмножина. Але це неможливо оскільки очевидно {\displaystyle f(z_{i})=1/(z_{i}-z_{0})} є необмеженою послідовністю.

## Властивості
- {\displaystyle K\subset {\hat {K}}_{G}.}
- {\displaystyle {\hat {K}}_{G}} є замкнутою підмножиною у {\displaystyle G} (але не обов'язково у{\displaystyle \mathbb {C} ^{n}}).
- {\displaystyle {\hat {({\hat {K}}_{G})}}_{G}={\hat {K}}_{G}.}
- Якщо {\displaystyle K_{1}\subset K_{2}\subset G,} то {\displaystyle {\hat {K_{1}}}_{G}\subset {\hat {K_{2}}}_{G}.}
- Якщо {\displaystyle K} є обмеженою множиною, то {\displaystyle {\hat {K}}_{G}} теж є обмеженою.
- Область {\displaystyle G\subset \mathbb {C} ^{n}} є голоморфно опуклою якщо і тільки якщо для кожної нескінченної множини {\displaystyle D\subset G,} що не має граничних точок у {\displaystyle G} існує функція {\displaystyle f\in {\mathcal {O}}(G),} що є необмеженою на множині {\displaystyle D.}
- Область {\displaystyle G\subset \mathbb {C} ^{n}} є голоморфно опуклою якщо і тільки якщо вона є областю голоморфності (теорема Картана — Тюллена).